# Мельник Наталія Олексіївна
Наталія Олексіївна Мельник (нар. 3 листопада 1970, Київ) — український науковець-морфолог, професор, доктор медичних наук. 

## Життєпис
У 1993 році закінчила Київський університет. Кандидат біологічних наук з 1996 року, доктор медичних наук з 2005-го, звання професора отримала у 2013 році.
З 1996 року працює в Національному медичному університеті імені О. О. Богомольця (Київ), з 2009 року — професор кафедри гістології та ембріології.
Родина: сестра Ірини Мельник, дружина Леоніда Драгунова.

## Науковець
Основні напрями наукової діяльності: дослідження патологічних змін у центральній і периферичній нервовій системі в умовах демієлінізації та ремієлінізації, а також вивчення чинників передпухлинних станів яєчників.

## Основні праці
1. Клітинний склад білої пульпи селезінки при демієлінізації та після лазерного опромінення // ВМ. 2005. Т. 11, № 1;
2. Реактивні зміни органів імунного захисту за умов демієлінізації та ремієлінізації // Морфологія. 2007. Т. 1, № 1 (співавт.);
3. Вплив нейротоксину «Купризон» на поведінкові реакції та морфофункціональні зміни нейронів головного та спинного мозку у мишей // Журн. НАМНУ. 2014. Т. 20, № 4 (співавт.).